# Viljandimaa
Viljandimaa (in estone Viljandi maakond) è una delle 15 contee dell'Estonia, situata nella parte meridionale del Paese.
Confina con le contee di Pärnumaa, Järvamaa, Jõgevamaa, Tartumaa e Valgamaa e, a sud, con la Lettonia.

## Geografia antropica
La contea è divisa in 15 comuni: tre urbani (in estone linn; altre tre città, Abja-Paluoja, Karksi-Nuia e Suure-Jaani, sono parte di comuni rurali) e 12 rurali (in estone vald).

### Comuni urbani
- Mõisaküla
- Viljandi
- Võhma

### Comuni rurali

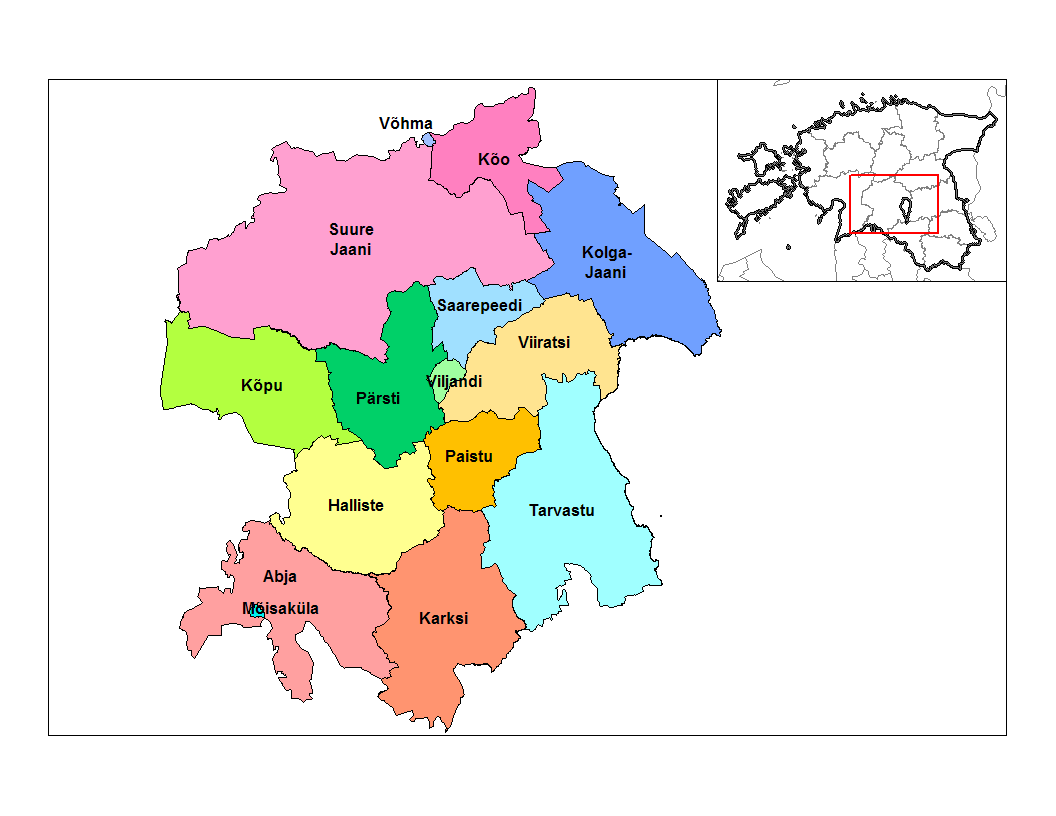
I comuni nella contea di Viljandimaa

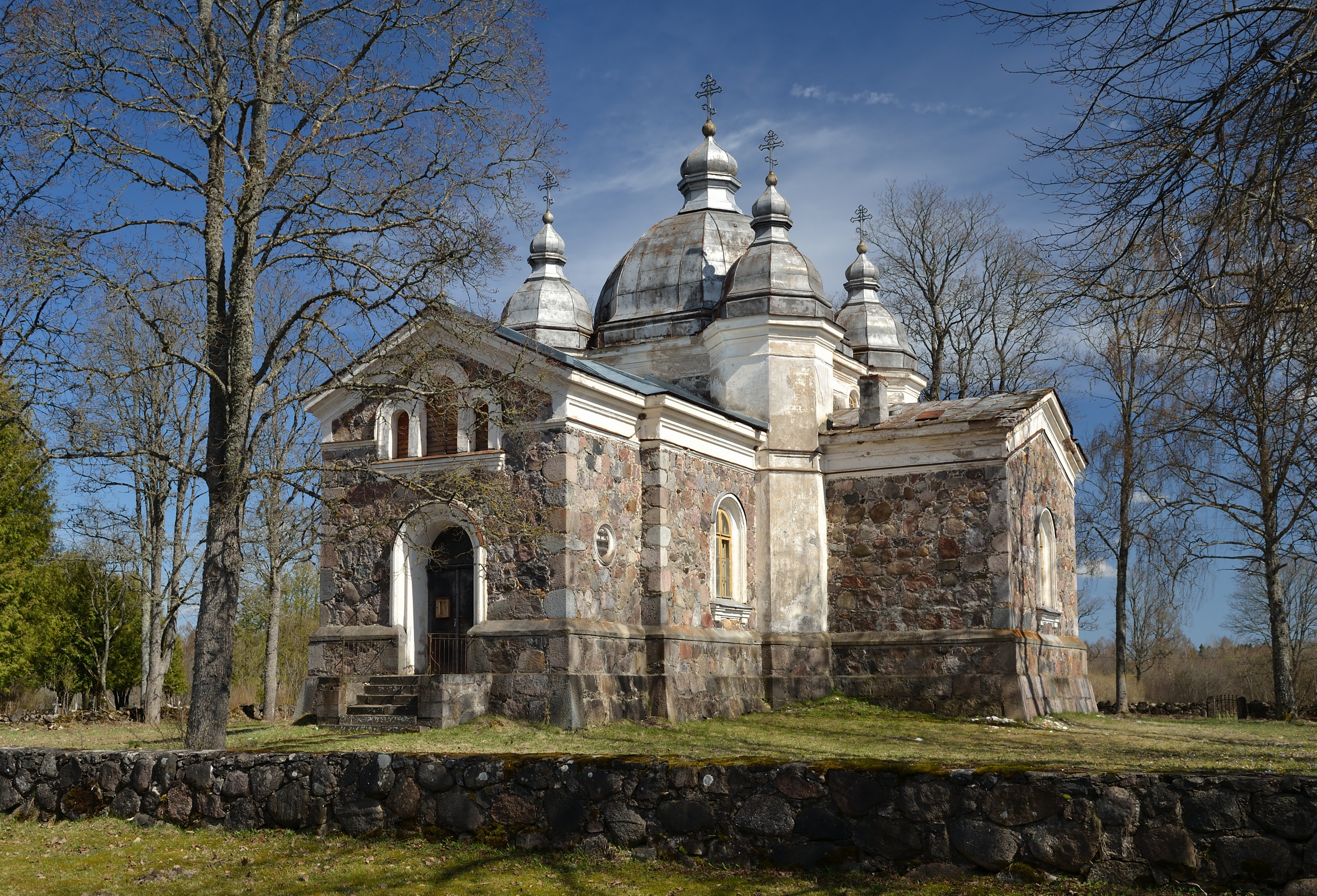
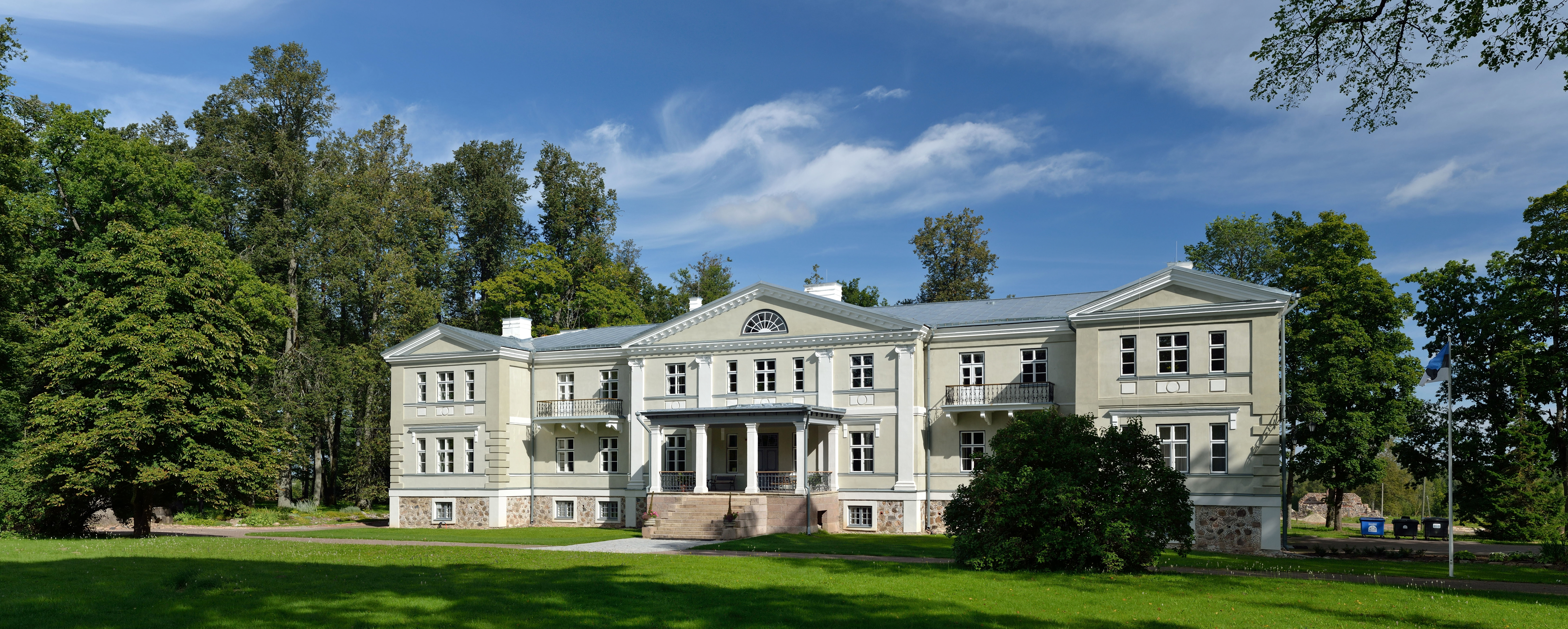
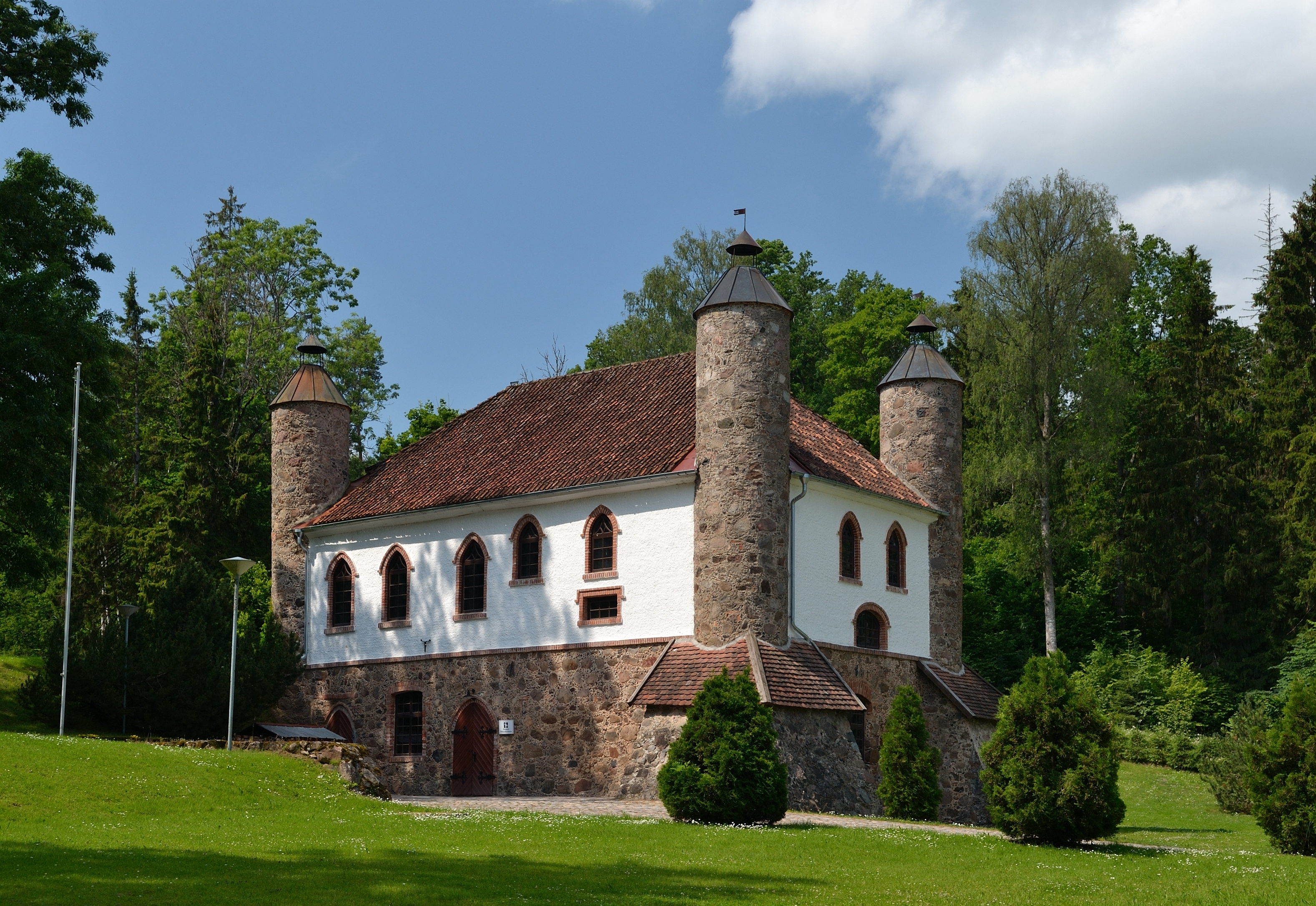
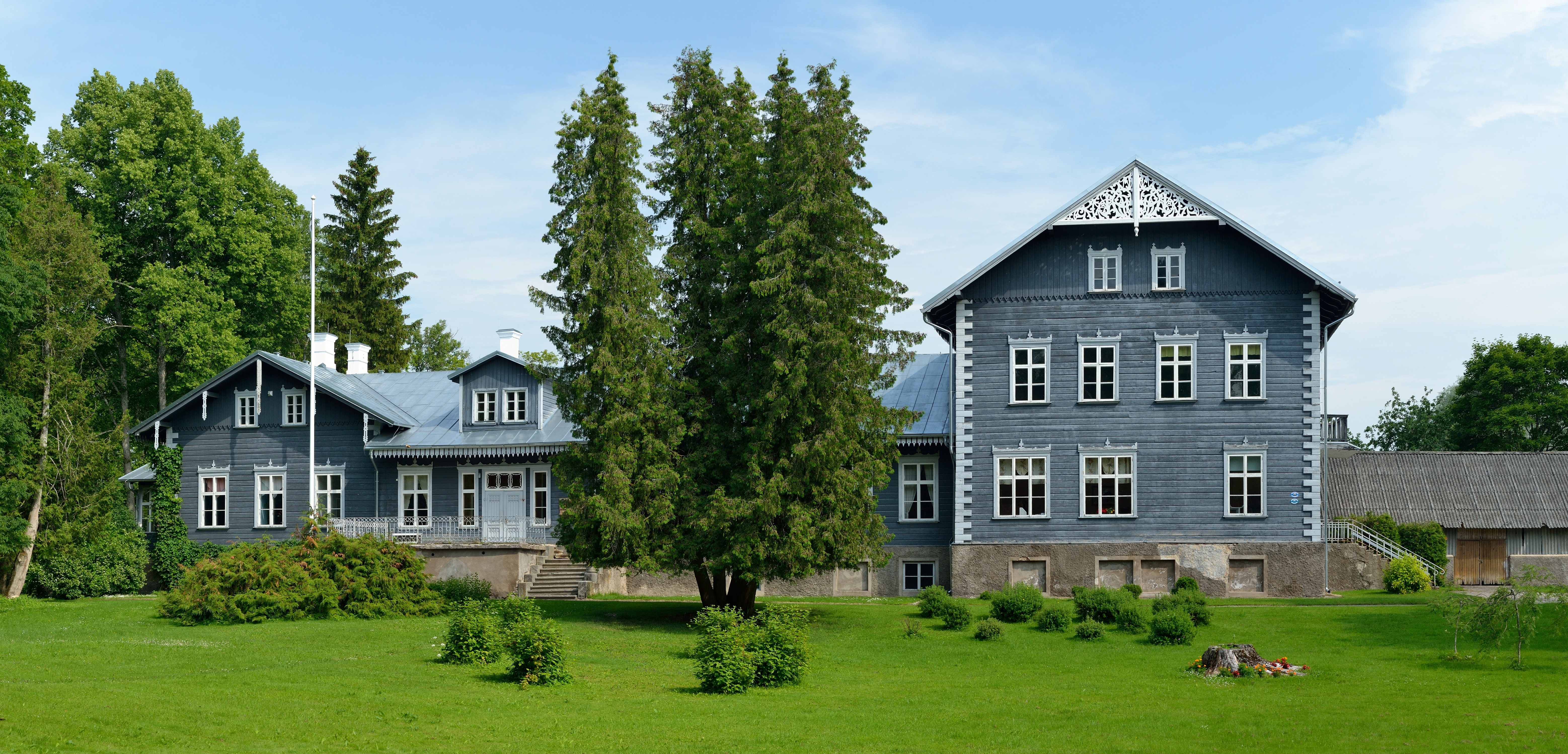
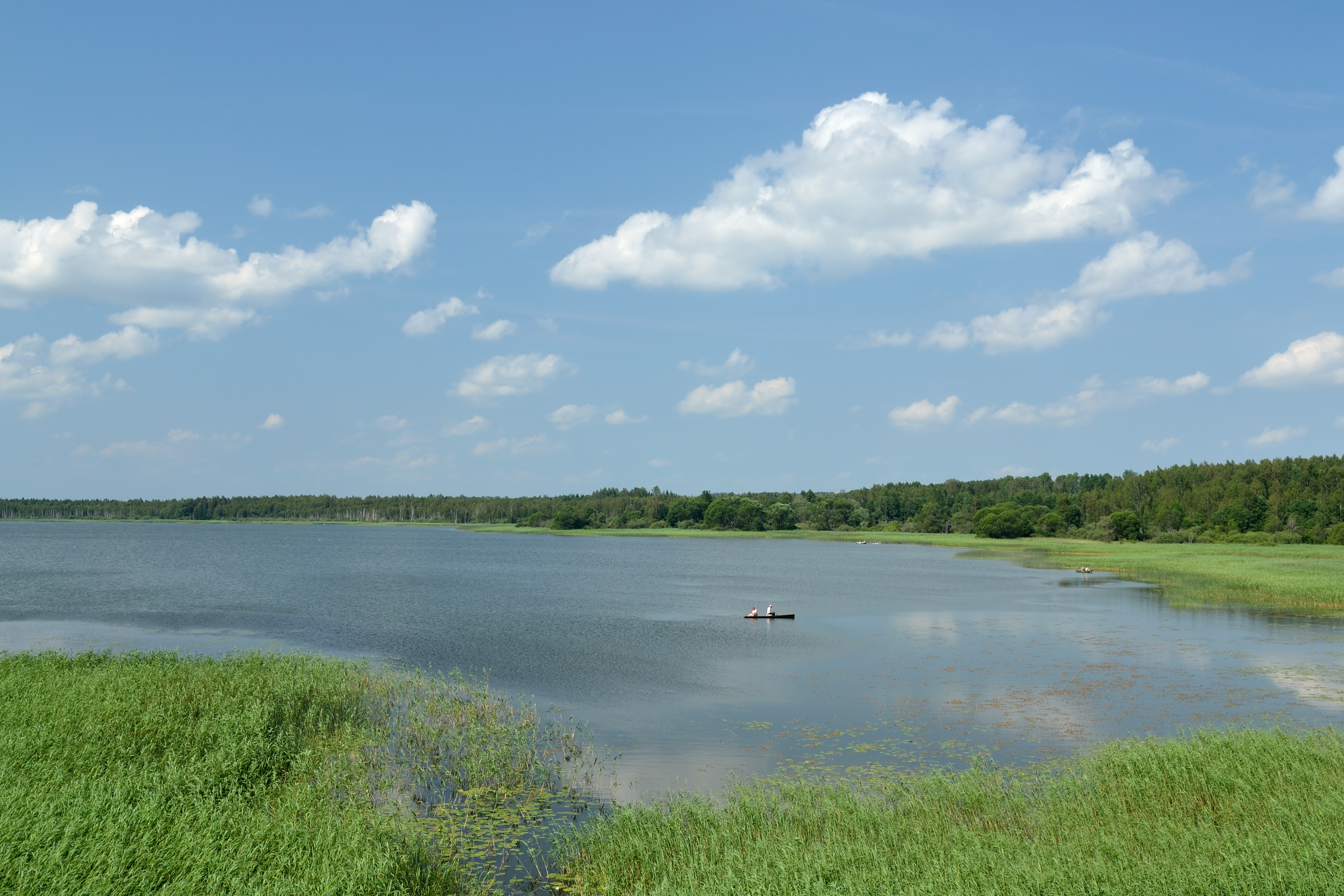

- Abja
- Halliste
- Karksi
- Kolga-Jaani
- Kõo
- Kõpu
- Suure-Jaani
- Tarvastu
- Viljandi